# برونو اغويرو
برونو اغويرو (24 فبراير 1981 بلشبونة في البرتغال - ) هو لاعب كرة قدم برتغالي في مركز الوسط. شارك مع منتخب البرتغال تحت 20 سنة لكرة القدم ومنتخب البرتغال تحت 21 سنة لكرة القدم وPortugal national football B team ‏. أما مع النوادي، فقد لعب مع ألفيركا ونادي أومونيا ونادي بنفيكا ونادي بيرا مار ونادي جل فيسنتي ونادي كاوناس وهارت أوف ميدلوثيان وأورينتال دي لشبونة ‏ وS.L. Benfica B ‏.

## وصلات خارجية
- برونو اغويرو على موقع قاعدة بيانات كرة القدم.إي يو (الإنجليزية)
- برونو اغويرو على موقع Soccerbase.com (لاعب) (الإنجليزية)
- برونو اغويرو على موقع Soccerway.com (الإنجليزية)